# 에릭 킹
에릭 킹(Erik King, 1969년 ~ )는 미국의 배우이다. 덱스터에서 Surprise mother fu××er로 유명하다